# شورای زبان دانمارکی

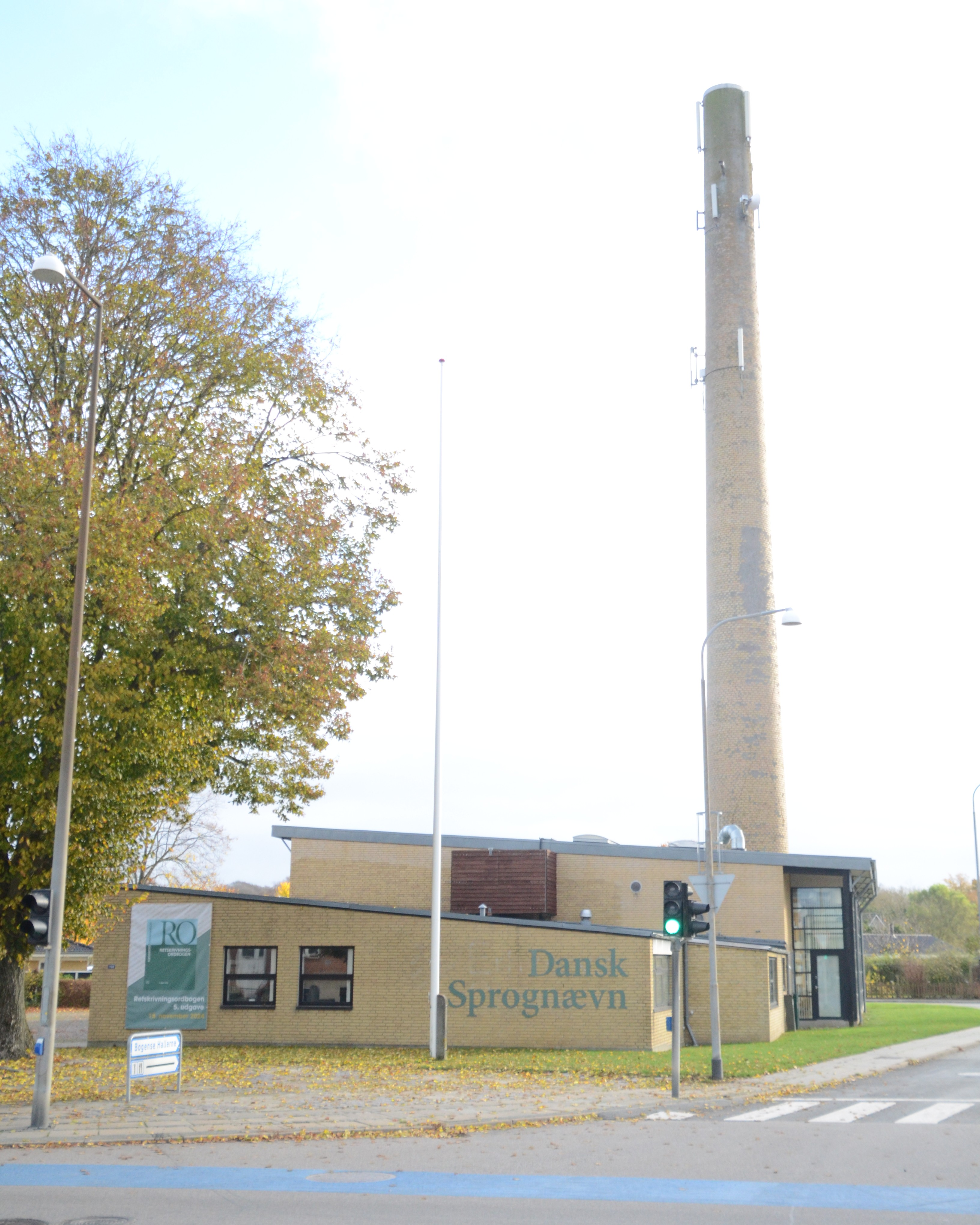
ساختمان سازمان تنظیم مقررات زبان دانمارکی

شورای زبان دانمارکی (به دانمارکی: Dansk Sprognævn) سازمان تنظیم مقررات رسمی زبان دانمارکی به عنوان بخشی از وزارت فرهنگ واقع‌شده در بوگنس است. این سازمان در سال ۱۹۵۵ بنیان‌گذاری شد و سه هدف اصلی دارد:
- دنبال کردن توسعه زبان دانمارکی
- پاسخگویی به سوالات مربوط به زبان دانمارکی و استفاده آن
- به‌روز نگه داشتن واژه‌نامه زبان دانمارکی

اعضای فعال سازمان وظیفه دارند که رسانه و ادبیات نوشتاری دانمارکی را دنبال کنند و واژگان جدید آن را پی‌گیری کنند.